# Nedlitz (Potsdam)
Nedlitz è un quartiere della città tedesca di Potsdam.